# Erwin Dahinden
Erwin Dahinden-Girod (* 15. Juli 1957 in Heiligkreuz LU; † 7. Dezember 2012 in Villars-sur-Glâne) war ein Schweizer Militärdiplomat und Jurist.
Auf einem Bauernhof aufgewachsen, studierte Dahinden Recht, Publizistik und Kommunikationswissenschaft in Freiburg im Üechtland und Genf und arbeitete als Student auf der Redaktion des Entlebucher Anzeigers. 1990 promovierte er in Völkerrecht. Während des Studiums wurde er Mitglied der katholischen Studentenverbindung Teutonia im CV. Später erhielt er zudem die Ehrenmitgliedschaft der AKV Neu-Romania.
Dahinden war seit 1987 im Bereich der internationalen Beziehungen für das Verteidigungsdepartement tätig und vertrat dieses an internationalen Militärkonferenzen und Verhandlungen. Als Milizoffizier der Infanterie befehligte Dahinden das Füsilierbataillon 42. Seit 2006 führte er im Grad eines Brigadiers als Chef Internationale Beziehungen im Departementsbereich Verteidigung unter anderem die Schweizer Militärattachés. Er setzte sich namentlich für ein stärkeres Engagement der Schweiz in der Friedensförderung mit militärischen Mitteln ein.
Erwin Dahinden war mit Sabina Girod verheiratet und hatte zwei Töchter. Im Dezember 2012 erlag er einer Krebserkrankung.